# Denso Corporation
Denso  (株式会社デンソー Kabushiki-Gaisha Densō?) es una compañía multinacional japonesa cuyo negocio principal es la fabricación de componentes para la automoción. Tiene su sede en la ciudad de Kariya, Aichi, Japón. Más allá del ámbito de la automoción, se les reconoce como los inventores del código QR, y por su división de robots industriales de pequeño tamaño.
En 2013, Denso constaba de 184 filiales (68 en Japón, 34 en América, 34 en Europa y 48 en Asia/Oceanía), con un total de 132 276 empleados. La compañía fabrica en una veintena de países, como India, México y Indonesia para acomodarse a una demanda global para sus productos. En 2013, Denso Corporation fue incluida con el número 242 en la lista de la revista Fortune 500, con unos ingresos totales de $43.100 millones.

## Historia
Desgajada de Toyota Motors, Nippon Denso Co. Ltd. (日本電装株式会社 Nippon Densō Kabushiki-Gaisha?) Ltd. fue fundada en 1949. Aproximadamente un 25% de la compañía está en manos de Toyota Motor. Pese a formar parte del Grupo Toyota, sus ventas no son tenidas en cuenta en el gigante japonés. Actualmente, Denso Corporation es la cuarta compañía mundial de fabricantes de componentes para la automoción.
Denso es una palabra japonesa, un acrónimo, 電装 (Den-So), originada de la abreviatura de las palabras Den-Ki (eléctrico) y So-Chi (equipamiento).

## Ventas
La compañía es conocida por la fabricación de casi todas las partes de los vehículos de automoción, por ejemplo los componentes del motor Diésel, de Gasolina, componentes de vehículos híbridos, sistemas de control del clima, grupos de instrumentos, Airbag y sistemas de seguridad, presistemas de radar, bujías y un largo etcétera. Además, Denso también desarrolla y fabrica componentes fuera de la órbita de la automoción, como equipamientos de calor, robots industriales o el Código QR. Un robot de Denso Industrial obtuvo amplia atención pública en Japón con motivo de un nuevo juego de Shogi (ajedrez japonés) para jugadores profesionales.
En 2014, las ventas globales de Denso Corporation se distribuyeron como sigue:
- Sistemas térmicos 30.4%
- Powertrain (sistemas de control) 35.0%
- Sistemas electrónicos 15.3%
- Sistemas eléctricos 9.4%
- Motores eléctricos 7.0%
- Otros productos de Automoción 1.4%
- Sistemas industriales y productos para el consumidor 1.1%
- Otros productos (no automóvil)  0.4%

## Patrocinios
Denso Corporation patrocina varias actividades alrededor del mundo del motor, como mundiales de la FIA, campeonatos Endurance, Fórmula Nippon y Japón Super GT 500/300. Utiliza modelos como el Toyota TS030 Híbrido con sistemas novedosos. Por ejemplo, utiliza frenos regenerativos (sistema Kinetic de recuperación de la energía) o usa la unidad generador del Motor (MGU), el motor eléctrico o el llamado inverter. Su patrocinado acabó segundo en las 24 Horas de Le Mans 2013.

## Denso Wave
Denso es considerada como la empresa que diseñó y creó los códigos QR. Denso QR es un producto de identificación automática por código de barras que permite relacionar productos, robots industriales y controladores de lógica programable. Están preparados para funcionar desde las dos dimensiones originales del QR código. Es un miembro de la Asociación de Robot del Japón y apoya el estándar ORiN.
En 1992, Masahiro Hara, un ingeniero del departamento de investigación y desarrollo (I+D) recibió la tarea de desarrollar un nuevo sistema de código 2D para optimizar el seguimiento de componentes utilizados en la industria automotriz. Los códigos de barras tradicionales presentaban limitaciones, como una baja capacidad de datos y sensibilidad a los daños, como manchas de aceite, que provocaban errores de escaneo. Para superar estos desafíos, Hara comenzó a investigar y, en 1994, inventó el código QR.
Inspirado en los patrones en blanco y negro del juego estratégico japonés Go, el código QR puede almacenar hasta 200 veces más caracteres que un código de barras estándar y sigue siendo legible incluso si el 30% de su superficie está dañado, gracias a su mecanismo integrado de corrección de errores. Originalmente conocido como "ND code" (por Nippon Denso), más tarde se renombró como código QR, abreviatura de Quick Response (Respuesta Rápida), para destacar su velocidad de lectura. El código QR se lanzó bajo una licencia libre, lo que permitió su adopción masiva más allá del sector automotriz, expandiéndose a industrias como logística, comercio, marketing y salud. 
A principios de la década de 2000, los códigos QR comenzaron a integrarse en los teléfonos móviles en Japón, donde inicialmente se usaban para enlazar a sitios web. Esto marcó un punto de inflexión en la difusión global de la tecnología, que se aceleró aún más con el auge de los teléfonos inteligentes alrededor de 2010.
Para 2024, durante el 30º aniversario del código QR, Hara expresó su orgullo al ver su invención adoptada en todo el mundo en diversos campos, incluidos el diseño, la salud e incluso los tatuajes. También destacó su apropiación cultural por parte de artistas como qargo, quien combina creativamente códigos QR con piezas de Lego para producir retratos interactivos y únicos que cuentan historias inspiradoras. 
Por su trabajo innovador, Masahiro Hara recibió el Premio al Inventor Europeo en 2014.

## Denso International América
Denso International América es la filial americana  de Denso Corporation. En 1970, Denso decidió expandirse en el continente americano. En 1971, se funda Denso Sales California, Inc., en la localidad de Hawthorne, California. La compañía tenía 12 asociados estadounidenses . El objetivo de Denso Sales California era promover sistemas de aire acondicionado para los vehículos japoneses. En mayo de 1975, Denso abrió una división de ventas, Denso Sales, en Southfield, Míchigan. En septiembre de 1975, Denso International América abrió un centro de servicio en Cedar Falls, Iowa, en colaboración con la compañía de tractores y vehículos agrícolas John Deere, incluyendo motores starter y meter.
Denso International América emplea a más de 17,000 personas en 38 fábricas repartidas por América del Norte, Centro y América del Sur. En 2008, obtuvo unas ventas de $8.300 millones.

## Sanciones
En enero de 2012, el Departamento de Justicia de los EE. UU. anunció tras dos años de investigación que había descubierto parte de un precio masivo que fija esquema en qué Denso y Yazaki jugó una función significativa. La conspiración, el cual precios fijos y destinó componentes a tales fabricantes automovilísticos como Toyota y Honda, extendidos de Míchigan a Japón, donde estaba también bajo investigación. Denso acordó pagar una multa de 78 millones de dólares.

## Posición competitiva

### Patentes
En 2023, el Informe Anual del PCT de la Organización Mundial de la Propiedad Intelectual (OMPI) clasificó a Denso Corporation como el vigésimo sexto lugar mundial en número de solicitudes de patentes realizadas en el marco del Sistema del PCT, con 814 solicitudes de patentes publicadas durante 2023.